# Carretera Federal 9
La Carretera Federal 9, es una carretera mexicana que recorre el centro del estado de Nuevo León, inicia en la ciudad de Allende y termina en la ciudad de Cadereyta Jiménez, tiene una longitud de 38 km.
Las carreteras federales de México se designan con números impares para rutas Norte-Sur y con números pares para las rutas Este-Oeste. Las designaciones numéricas ascienden hacia el Sur de México para las rutas Norte-Sur y ascienden hacia el Este para las rutas Este-Oeste. Por lo tanto, la carretera federal 9, debido a su trayectoria de Norte-Sur, tiene la designación de número impar, y por estar ubicada en el Norte de México le corresponde la designación N° 9. 

## Trayectoria

### Nuevo León
- Allende – Carretera Federal 85
- Atongo de Abajo
- Palmitos
- Puerto Rico
- Cadereyta – Carretera Federal 40